# جان أوليري
جان أوليري (بالإنجليزية: Jean O'Leary)‏ هي راهبة أمريكية، ولدت في 4 مارس 1948 في كينغستون في الولايات المتحدة، وتوفيت في 4 يونيو 2005 في سان كليمينتي في الولايات المتحدة بسبب سرطان الرئة.